# Jair Ventura
Jair Zaksauskas Ribeiro Ventura (Rio de Janeiro, 19 marzo 1979) è un allenatore di calcio ed ex calciatore brasiliano, di ruolo attaccante, tecnico dell'Avaí.

## Biografia
È il figlio di Jairzinho, già campione del mondo nel 1970 con la nazionale brasiliana.

## Palmarès
- Campionato Goiano: 1

Atlético Goianiense: 2024